# Fajarowicz-Gambit
|   | a | b | c | d | e | f | g | h |   |
| 8 |   |   |   |   |   |   |   |   | 8 |
| 7 |   |   |   |   |   |   |   |   | 7 |
| 6 |   |   |   |   |   |   |   |   | 6 |
| 5 |   |   |   |   |   |   |   |   | 5 |
| 4 |   |   |   |   |   |   |   |   | 4 |
| 3 |   |   |   |   |   |   |   |   | 3 |
| 2 |   |   |   |   |   |   |   |   | 2 |
| 1 |   |   |   |   |   |   |   |   | 1 |
|   | a | b | c | d | e | f | g | h |   |

Die Grundstellung des Fajarowicz-Gambits nach 3. … Sf6–e4
Das Fajarowicz-Gambit ist eine Variante des Budapester Gambits, einer Eröffnung im Schachspiel. Es ist in der Eröffnungssystematik der ECO-Codes unter dem Schlüssel A51 klassifiziert.
Es entsteht nach der Zugfolge (siehe auch: Schachnotation)
1. d2–d4 Sg8–f6
2. c2–c4 e7–e5 (das Budapester Gambit)
3. d4xe5 Sf6–e4?!
Das Gambit wurde nach Sammi Fajarowicz benannt, der es 1928 in die Turnierpraxis einführte. Kurt Richter wandte es gerne an. Bei genauem Spiel kann der Weiße einen gewissen Vorteil erreichen, da 3. … Sf6–e4 im Gegensatz zu 3. … Sf6–g4 nicht den Bauern e5 angreift. (Stattdessen muss Schwarz oft den Vorposten e5 durch Bauerntausch nach d7–d6 oder f7–f6 auflösen.) Da dieses exakte Spiel in der Praxis jedoch sehr schwer zu realisieren ist und zu großen Verwicklungen führen kann, ist das Fajarowicz-Gambit heutzutage – vor allem im Amateurbereich – immer noch anzutreffen.
Mehrere weiße Fortsetzungen greifen den zentralisierten Springer e4 an. In der Premiere des Fajarowicz-Gambit, Herman Steiner – Sammi Fajarowicz, Wiesbaden 1928 geschah 4. Dd1–c2. 4. Dd1–c2 wird daher Steiner-Variante genannt. 4. … Lf8–b4+ gilt darauf als Bestes. 4. … d7–d5 5. e5xd6 e.p. Lc8–f5 mit der Abzugsdrohung 6. … Se4–g3 7. Dc2–a4+ Lf5–d7 zeigt ein anderes Motiv. 6. d6xc7 Dd8xc7 nebst Sb8–c6 erleichtert den Weg zur schwarzen, langen Rochade.
Max Blümich wandte 4. Dd1–d5 an. 4. Dd1–d3 bezweckt Dd3–g3. 4. Sb1–d2 war Aljechins Lieblingsantwort. 4. a2–a3 verhindert Lf8–b4+. Deshalb strebt Schwarz mit 4. … d6 einen Platz für seinen Läufer auf d6 an.
Bekannte Fallen sind:
- 3. dxe5 Se4 4. a3 d6! 5. exd6?! Lxd6 6. Sf3?? (6. e3) Sxf2! 7. Kxf2 Lg3+! -+
- 3. dxe5 Se4 4. Sf3 b6 5. Dd5 Lb7? 6. Dxb7 Sc6 7. Da6? (7. Sd4! Lb4+ 8. Sc3!) Lb4+ 8. Ld2 Sc5 9. Db5 Lxd2+ 10. Sbxd2 a6